# Calliephialtes perpulcher
Calliephialtes perpulcher là một loài tò vò trong họ Ichneumonidae.